# Adhemar (stripfiguur)
Adhemar (13 september 1959) is een stripfiguur in de Vlaamse stripreeks De avonturen van Nero & Co, getekend door Marc Sleen. Adhemar is de zoon van Nero, het hoofdpersonage in de strip. Hij is een jong genie die van vele markten thuis is: hij is uitvinder, professor, politicus en tekenaar. Inclusief zijn behaalde titels luidt zijn naam doctor professor Adhemar.

## Personage
In de eerste 12 albums waar Adhemar in verschijnt loopt hij gekleed als een baby, met slabbetje en luier, en vertoont enkele typische kenmerken van een kind van zijn leeftijd. Hij huilt ongelofelijk luid als hij zijn zin niet krijgt. Vanaf het album De Juweleneter (1963) draagt Adhemar een smoking en zijn karakteristieke baret duikt voor het eerst op in het album Het Groene Vuur (strook 151). Hij gedraagt zich van dan af ook veel volwassener, al wordt hij nooit ouder. In het album De Nero-Bonbons (1989) onthult hij aan Nero dat hij bonbons slikt die hem voor eeuwig kind maken. Het personage Clo-Clo Pheip dat vanaf De Groene Gravin (1975) in de reeks werd opgenomen lijkt Adhemars rol als kinds kind in de serie te hebben overgenomen. Clo-Clo is namelijk minder intelligent dan Adhemar en veel naïever en goedgeloviger. Hij kan ook enorm luid huilen en rookte ook pijp in de wieg. Daarnaast kan Clo-Clo erg vindingrijk zijn en is zijn geloof in magie en andere niet-wetenschappelijke fenomenen soms terecht. In veel van de albums wordt zijn fantasie en geloof tegen Adhemars wetenschappelijke kennis en scepsis gehouden.
In sommige albums wordt Adhemar plots kinds, zoals Het Zevende Spuitje (1963) of De Wallabieten (1968), maar over het algemeen is hij de meest volwassene van alle personages. Hij trekt de meest fantastische of onwaarschijnlijke voorbeelden van magie of tovenarij in twijfel en verklaart dat ze "wetenschappelijk niet verantwoord zijn". In veel gevallen blijkt zijn scepsis terecht, maar soms blijken bepaalde fantasiewezens toch te bestaan.
Ondanks zijn enorme volwassen intelligentie maakt Adhemar ook af en toe menselijke fouten of reageert hij als een kind van zijn leeftijd. Zo blijkt hij in strook 114-118 van De Kille Man Djaro (1962) bang voor krokodillen en huilt als een kind bij de gedachte een rivier te moeten overzwemmen. In De Brollebril (1960) blijkt hij na een parachuteval in zijn broek te hebben geplast "omdat ik bang was, pa." In De Witte Parel (1962) wordt Adhemar op televisie vernederd als hij geen kinderliedjes blijkt te kennen. Hij besluit hierop naar de kleuterschool te gaan om dit gat in zijn kennis weg te werken. Zijn uitvindingen mislukken ook weleens en meestal gaat hierbij ook zijn laboratorium de lucht in. Sommige van deze mislukkingen vormen vaak de aanleiding tot een nieuw avontuur zoals in het album Het zevende spuitje (1963) of Aboe-Markoeb (1966).
In strook 6 van De Blauwe Mannen (1969) blijkt Adhemar fan van Benjamin Britten, Leon Cavallo, Leonard Bernstein, het Festival van Vlaanderen, Ludwig van Beethoven en Wolfgang Amadeus Mozart. In het album Nerorock (1990) blijkt hij ook van popmuziek te houden. Hij verklaart fan te zijn van: Jive Bunny & The Mastermixers, The Rolling Stones, Don Henley, Tears For Fears, Leo Fabri, Milli Vanilli, Kylie Minogue, Helmut Lotti en Simple Minds.
Een hele hoop professoren en geleerden kennen en bewonderen Adhemar. In strook 13 van Het Bobobeeldje (1965) zien we een gesigneerde foto van Albert Einstein hangen met de boodschap: "To my dear friend Adhemar". (Eigenaardig, omdat Einstein in 1955 overleed, 4 jaar vóór Adhemars geboorte). Vanwege zijn enorme intelligentie willen vreemde mogendheden Adhemar weleens ontvoeren om hem te dwingen voor hen te werken of willen andere professoren hem uit jaloezie vermoorden.

### Catchphrases
Adhemar heeft een aantal vaste uitspraken die in vrijwel elk album een aantal keer voorbij komen, vooral als er iets gebeurt waar geen wetenschappelijke verklaring voor bestaat. Twee van zijn meest voorkomende uitspraken zijn:
- "Dat is wetenschappelijk niet verantwoord!"
- "Totaal uit de lucht gegrepen!"

Daarnaast spreekt Adhemar zijn vader bij voorkeur aan met "teergeliefde vader".

## Ontstaan, debuut en verschijnen in de reeks
Adhemar had als personage enkele voorlopers in de stripreeks. In Het Geheim van Matsuoka (1947-1948) zien we Nero op de laatste pagina "zijn avonturen vertellen aan zijn twee bengels." In het originele album waren dit zijn zoon en dochter die qua gezicht erg op hem lijken. In herdrukken zijn deze kinderen echter zijn "neven" geworden en lijken ze fysiek niet meer op hen.
In Het Rattenkasteel (1948) zien we aan het begin van het verhaal opnieuw dat Nero een zoon heeft: ditmaal een baby met fopspeen. Hij schuift samen met het kind aan om boodschappen te doen in een viswinkel, maar later in dit specifieke album en de reeks horen we niets meer over dit kind.
Petoetje, de aangenomen zoon van Madam Pheip, kan ook als een voorloper van Adhemars personage worden gezien. Hij is erg vindingrijk en toont zich onder meer in De X-Bom (1955) een geniaal uitvinder en wetenschapper. Petoetje werd echter superintelligent door het eten van witloof, terwijl Adhemar zijn genialiteit bij geboorte lijkt te hebben meegekregen. Opmerkelijk genoeg is het Petoetje die in De Zoon van Nero (1959) als eerste ontdekt dat Adhemar geniaal is doordat hij Adhemar even laat spelen in zijn laboratorium.

### Debuut
Adhemar maakte zijn debuut in De Zoon van Nero (1959) waarin hij ook geboren wordt. Hij verbaast al meteen zijn ouders en alle overige aanwezigen door te spreken, pijp te roken, bier te drinken en zijn eigen naam te kiezen. Verder overtuigt hij de ambtenaar die toeziet op de kinderbijslag het bedrag aanzienlijk te laten verhogen. Een paar dagen later als hij de wijde wereld intrekt begint hij bij Petoetje uitvindingen te maken. Samen vinden ze een revolutionaire boorkop uit en ontdekken olie in Nero's tuin.

### Kennis
Adhemar ontpopt zich ook in de latere albums als een wonderkind. In strook 2 van De Brollebril (1960) blijkt dat Nero en Madam Nero hem naar een pensionaat hebben gestuurd, maar hij keert vroegtijdig terug omdat hij "afgestudeerd is". In dit album richt hij ook zijn laboratorium in Nero's huis in. Vanaf het album Ottoman de Veertiende (1974) heeft hij echter zijn eigen labo in Kobbegem. In De Orde van de Wellustige Wezel (1984) heeft hij ook een laboratorium en raketbasis in de tuinen van Nero's nieuwe kasteel in Oostkerke. Vanaf De Kleine Pieterman (1987-1988) heeft hij een eigen laboratorium in Sint-Ulriks-Kapelle. Vanaf het album De Kroon Van Elisabeth (1993) wordt hij bijgestaan door "Robke", een robot. Deze doet onder andere het huishouden en kuist. Hij kan niet spreken, maar uit zich door gebarentaal en geschreven tekst.
Adhemar doctoreert aan verschillende universiteiten. Zo is hij onder meer docent in Oxford, (zie strook 3 album De Paardekop) (1976), professor in Puyvelde en hoogleraar in Cambridge en Upsala). Hij ontving de Nobelprijs (Aboe-Markoeb (1966)) en spreekt vloeiend 36 talen. In strook 33 van Het Groene Vuur (1965) blijkt hij als "advanced fellow" van de Belgian American Educational Foundation een reis doorheen de VS te maken. In Magellaan II (1971) blijkt hij les te geven in Germaanse filologie, driehoeksmeetkunde, kernfysica, dynamica en volgens De Parpikanen (1971) ook nog in chemische vergelijkingen. In Papa Papoea (1980) blijkt hij meester te zijn in typometrie, geomontografie, luchtkartering, aardrijkskunde en geografie. Volgens De Matras van Madras (1967) blijkt hij drie doctorstitels te hebben in de filologie, wijsbegeerte en kernfysica en wordt hij ook doctor honoris causa. In strook 129 van De Nerotiekers (1970) blijkt hij ook "bioloog, ornitholoog, botanicus, psychopaat en assistent en verkenner-leider." In strook 81 van Baraka (1986) gaat hij naar Tsjernobyl om er "de brand te blussen."
Adhemar stelt zijn intelligentie regelmatig ten dienste van de VS. In De Brollebril (1960)verkoopt hij zijn kennis voor 50.000 dollar. In De Driedubbelgestreepte (1962) willen de Amerikanen hem inschakelen in de ruimterace tegen de Russen, wat hem in De Paarse Futen (1966-1967) ook een medaille oplevert nadat hij 2 Amerikaanse astronauten met een toverstokje naar de maan tovert. In De Juweleneter (1963) werkt Adhemar in opdracht van het Pentagon aan een nieuwe brandstof. De algemene verdedigingsraad van Europa doet in Hoed je voor Kastar (1970-1971) eveneens een beroep op hem. Adhemar werkt ook voor de Belgische staat. In Het Kwade Oog (1974-1975) stelt hij een anti-inflatiedossier samen in opdracht van de eerste minister.

### Politieke carrière
In album De Kromme Cobra (1964) is hij eerste minister van de Indische staat Rachepour, maar doorgaans bestaat zijn bijdrage aan de politiek in het leveren van advies of het ten dienste stellen van zijn uitvindingen aan de leiders van de westerse wereld.

## Uitvindingen
In de loop der jaren volgen de uitvindingen elkaar op: (Geen volledige lijst):
- Een vertaalrobot om de taal van de dieren te begrijpen (Kangoeroe-eiland).
- Een papje gemaakt uit de extracten van het haar van beroemde voetballers. De persoon die ervan eet krijgt hun voetbaltalent (De Witte Parel)
- Zeven spuitjes met bizarre uitwerkingen op de mentale toestand van degene die ermee ingespoten werd (Het Zevende Spuitje)
- Een flesje dat de aarde kan vernietigen (De Krabbekokers)
- Een hele reeks Adhemar-raketten, de eerste vanaf het album De Juweleneter
- Een zalf die de huid van zwarten blank maakt (Het Bobobeeldje)
- Een zalf die ervoor zorgt dat alle dieren van je houden (De Linkadoors)
- Een spuitje dat voor gewichtloosheid zorgt, vrolijk makende "happy pills" en een formule die in 36 seconden een werelddeel van de kaart kan vegen (Aboe Markoeb)
- Reuzenmuggen (Kouwe Kwibus)
- Een pil die mensen 1000 jaar oud kan maken (De Wallabieten)
- Computers zoals de bleekblauwe computer in album Nero teggen de F.F.F.
- Het rare wezen, de Chulex Tarsalis (De Totentrekkers)
- De drugs opsporende "rosse rupsen" in De Rosse Rupsen
- Een virus dat iedereen aan het lachen brengt (Het Lachvirus)
- Een pratende bloem in album (De blauwe blommebloem)
- Een brouwsel dat een gezichtloze man een neus, ogen en mond geeft (De Man Zonder Gezicht)
- Een vliegende pantoffel, "De Vliegende Slof", (De Groene Slapjanus)
- De Adhemarobiel (Het Kwade Oog)
- Een duikerhelm (De Kroon van Neptunus)
- Het levenselixir in De Nerobloemen
- Een tegengif tegen een dodelijk insect (De Smaragdgroene Pletskop)
- De verjongende V-Machine (De V-Machine)
- Een pistool waarvan de straal iedereen vrijgevig maakt (De A-Straal)
- Een apparaat dat ijs in brandstof verandert (De Oliespuiter)
- Gouden aardappelen (De Gouden Patatten)
- Een gigantische vlinder (Joske de Wreker)
- Een vis die kan spreken (De Kleine Pieterman)
- Een vrij unieke synthesizer (Nerorock)
- Een duikboot die tot 10 000 meter kan duiken (De Verloren Zee)
- Een pil waarmee je 9 uur onder water kan blijven (De Boze Tongen)

## Bronzen Adhemar

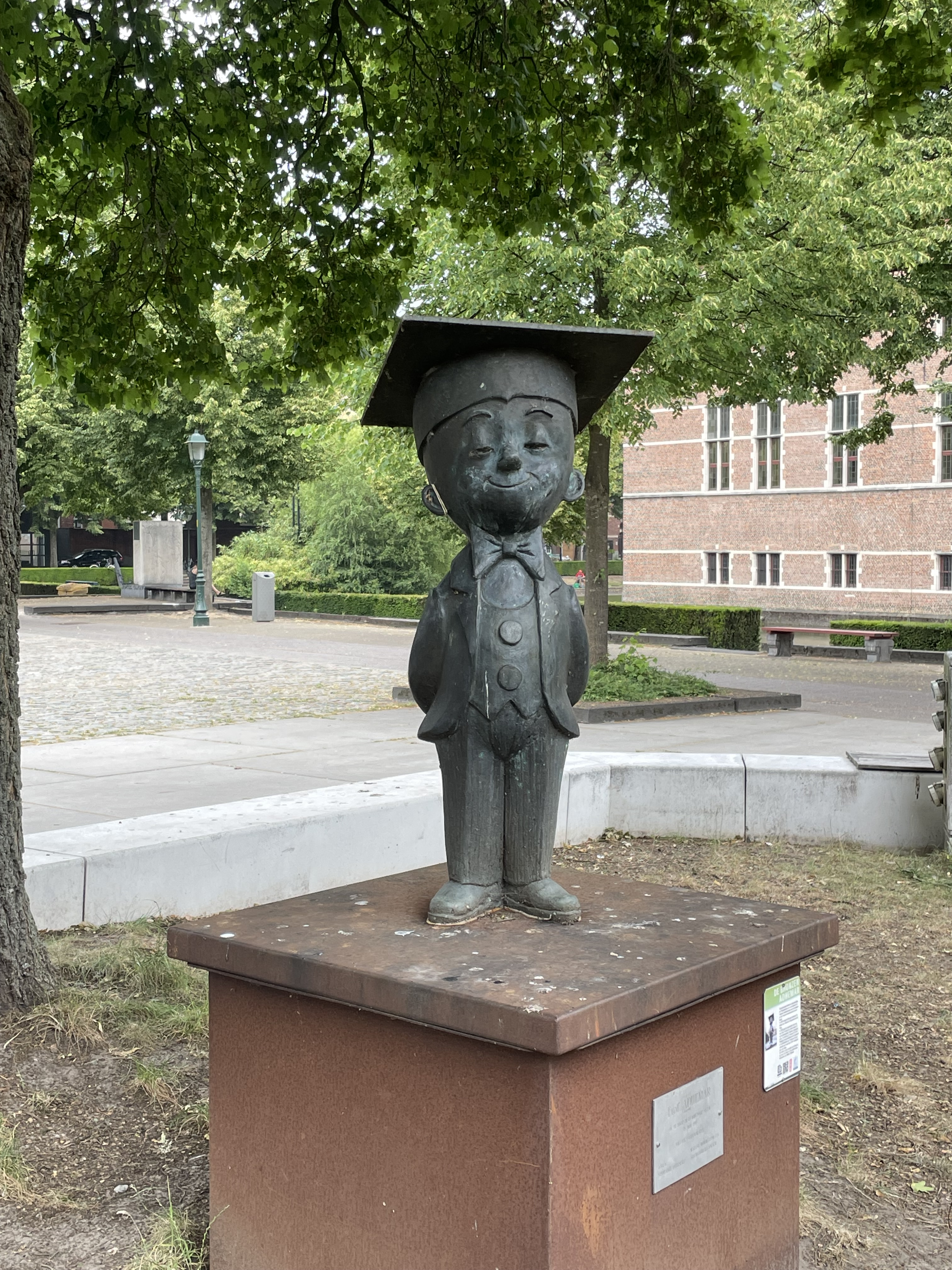
Beeld van Adhemar in Turnhout

Sinds 1979 wordt een Bronzen Adhemar uitgereikt aan diegene die de Vlaamse strip bevordert. Tussen 1977 en 1979 heette deze prijs nog de Stripgidsprijs. De prijs wordt ieder jaar uitgereikt tijdens het stripfestival in Turnhout. Voor de Warande staat sinds 1991 ook daadwerkelijk een standbeeld in brons van Adhemar, gemaakt door Ivo van Damme.

## In populaire cultuur
- In Gent in België is een stripzaak naar Adhemar vernoemd: "Stripwinkel Adhemar".
- In de stripreeks Urbanus bezoekt Urbanus in het album Urbanus op Uranus Marc Sleen om een raket van Adhemar te mogen lenen. Wanneer Adhemar echter met zijn raket door het dak stort bedenkt Urbanus zich.
- Adhemar is in het Kiekeboealbum Album 26 te zien in de gedaante van Bronzen Adhemar-beeldje.
- Professor Adhemar is te zien tijdens een bijeenkomst van professoren in stripalbum Black Betty uit de Mega Mindy-stripreeks.
- In het stripalbum Paniek in Stripland van tekenaar Tom Bouden heeft Professor Adhemar een belangrijke rol als een van de bekende professoren.
- De Vlaamse groep Vuile Mong en zijn Vieze Gasten begon oorspronkelijk als een cabaretgroep, "Roodpoot", die teksten van Guido van Meir bracht. Jaarlijks gaven ze een avondvullende vertoning, "Adhemarke", geïnspireerd op strips en griezelverhalen. De naam "Adhemarke" werd ontleend aan Adhemar.
- In Allemaal Beestjes (1981) wordt hij in een panda veranderd.